# ریشارد برنو هایدریش
ریشارد برنو هایدریش (آلمانی: Richard Bruno Heydrich؛ ‏ ۲۳ فوریهٔ ۱۸۶۵ – ۲۴ اوت ۱۹۳۸) موسیقی‌دان، آهنگساز و خواننده تنور اپرا اهل رایش آلمان بود.
وی بنیان‌گذار هنرستان موسیقی در شهر هاله و پدر اس‌اس-اوبرگروپنفورر راینهارت هایدریش بود.